# Athrycia
Athrycia – rodzaj muchówek z rodziny rączycowatych (Tachinidae).

## Wybrane gatunki
- A. curvinervis (Zetterstedt, 1844)
- A. impressa (van der Wulp, 1869)
- A. trepida (Meigen, 1824)